# 安帕賴山
13°24′12″S 72°40′05″W / 13.403334°S 72.667959°W
安帕賴山（Amparay），是秘魯的山峰，位於該國東南部庫斯科大區，屬於安地斯山脈中維爾卡潘帕山脈的一部分，該山峰海拔高度為5,418米。